# Sloboda Rivneanska, Rojneativ
Sloboda Rivneanska (în ucraineană Слобода Рівнянська) este un sat în comuna Rivnea din raionul Rojneativ, regiunea Ivano-Frankivsk, Ucraina.

## Demografie
Componența lingvistică a localității Sloboda Rivneanska
     Ucraineană (99,66%)
     Alte limbi (0,34%)
Conform recensământului din 2001, majoritatea populației localității Sloboda Rivneanska era vorbitoare de ucraineană (99,66%), existând în minoritate și vorbitori de alte limbi.